# アンドリー・イェルマーク
アンドリー・ボリーサヴィチ・イェルマーク（ウクライナ語: Андрій Борисович Єрмак、1971年11月21日 - ）は、ウクライナの映画プロデューサー、弁護士。2020年2月11日、ウォロディミル・ゼレンスキー大統領によりウクライナ大統領府長官に任命された。キーウ出身。報道では「イエルマク長官」などと表記される。

## 経歴
1971年11月21日、当時ソ連だったウクライナのキーウに生まれる。イェルマークの母はロシア生まれで、ユダヤ系ウクライナ人であるイェルマークの父とはレニングラードの学校旅行でキーウを訪れた際に共通の知人を介して知り合い、1971年に結婚してキーウに移り住んだ。
1990年にタラス・シェフチェンコ記念キーウ国立大学（キーウ大学）に入学、国際私法の学位を取得して1995年に卒業し、同年弁護士資格も取得した。大学2年次に教員からの呼びかけでプロキセン（Proxen）法律事務所での仕事も初めている。
1997年に国際法律事務所を開設し、知的財産権と商法の分野で弁護士業務をはじめた。2006年から2014年までは、弁護士業務の一環としてウクライナ地域党の議員エルブラス・テデエフを補佐した。また2010年ウクライナ大統領選挙では、キーウ第216区で候補者アルセニー・ヤツェニュクの代理人を務めた。
2012年、ガーネット・インターナショナル・メディアグループを設立し、映画『Rule of Battle』や『The line』などのプロデューサーを務めた。
後にウクライナ大統領となるウォロディミル・ゼレンスキーとは、ゼレンスキーがTVチャンネルInterのゼネラルプロデューサーをしていた2011年ごろに知り合い、二人は友人となった。
2019年ウクライナ大統領選挙ではイェルマークはゼレンスキーの選挙対策本部に入っている。
大統領となったゼレンスキーは、2019年5月21日にイェルマークを外交担当大統領補佐官に任命。ドンバス戦争中にはイェルマークはロシアとの捕虜交換交渉にあたった。米トランプ大統領のウクライナ疑惑の際は、ゼレンスキーの代理として米ウクライナ特別代表カート・フォルカーおよびルドルフ・ジュリアーニとの連絡窓口となった。
2020年2月11日、ゼレンスキー大統領によりウクライナ大統領府長官に任命される。その翌日にはウクライナ国家安全保障・国防会議のメンバーとなった。

## 家族
誕生以来、キーウに在住。未婚で子供はいない。8歳年下の弟がいる。